# Corrie Euser
Corrie Euser - de Zeeuw (24 december 1955) is een Nederlands voormalig korfbalster.  Ze werd als speelster van PKC meervoudig Nederlands en Europees kampioen. Tijdens haar carrière won ze 2 keer de prijs van Korfbalster van het Jaar.

## Carrière

### Jaren '70
Euser debuteerde in 1974, op 19-jarige leeftijd in het eerste team van PKC. In haar eerste seizoen speelde PKC net in de Hoofdklasse veld, want onder coach Anton Mulders was de ploeg gepromoveerd naar de hoogste klasse. Ze speelde op dat moment samen met spelers zoals Theo Euser, Ad Simons en Cees van Drimmelen.
In haar eerste seizoen, 1974-1975 werd PKC als nieuwkomer in de Hoofdklasse veld 2e met slechts 5 punten achterstand op Ons Eibernest.
In seizoen 1975-1976 promoveerde PKC ook in de zaal naar de Hoofdklasse, waardoor vanaf 1976 de ploeg in beide competities op het hoogste niveau speelde.
In seizoen 1976-1977 speelde PKC zowel op het veld als in de zaal in de Hoofdklasse en dat deden ze met succes. Op het veld eindigde PKC 1e en was daarmee voor de eerste keer in de clubhistorie Nederlands kampioen. Na het behalen van de veldtitel speelde PKC de Europacup om ook Europees kampioen te worden. In de finale speelde PKC tegen het Belgische Riviera. Met een nipte 5-4 nederlaag ging de Europacup naar Riviera. Dit was tevens de eerste keer dat een niet-Nederlandse ploeg de Europacup won.
In seizoen 1977-1978 werd PKC op het veld net 2e, net achter LUTO en ook in de zaal was het scenario hetzelfde, want PKC werd tweede achter LUTO.
Seizoen 1978-1979 was het laatste seizoen met Mulders als hoofdcoach bij PKC in deze periode. In de zaal werd PKC 3e in de Hoofdklasse B, maar op het veld nam PKC sportieve wraak op LUTO. PKC verzamelde 27 punten en bleef zo met 3 punten verschil los van LUTO en werd veldkampioen. Het was de tweede veldtitel van de club.

### Jaren '80
In 1979 stopte Anton Mulders als hoofdcoach en kreeg PKC een nieuwe coach, in de persoon van Ron Westerkamp. Met Westerkamp werd seizoen 1979-1980 een succesvol jaar. Voor de eerste keer in de clubhistorie werd PKC 1e in de Hoofdklasse in de zaal, waardoor het in de Nederlandse zaalfinale speelde. In de finale trof PKC het Dordtse Deetos, waar coach Anton Mulders de nieuwe coach van was. De wedstrijd eindigde in 15-15 en de wedstrijd werd beslist door strafworpen. In dit einde bleek Deetos koelbloediger en won.
Op het veld ging het PKC beter voor de wind, want eerst werd de 1979-1980 veldtitel gewonnen en later werd ook de Europacup veld binnengehaald. Zodoende sloot PKC het seizoen af met 2 prijzen.
In seizoen 1980-1981 werd de zaalfinale niet gehaald, maar werd wel de veldtitel binnen gehaald. Dit was alweer de derde veldtitel voor PKC op rij.
Het volgende seizoen, 1981-1982 kreeg PKC te maken met een coachingswissel. Ron Westerkamp vertrok en de nieuwe coach was Karel Verschoor.
Dit was een seizoen van net-niet. In de zaal werden 18 punten bij elkaar gesprokkeld, wat voldoende was voor een gedeelde 2e plaats en op het veld werden 19 punten vergaard. PKC stond zodoende in geen enkele finale. Na dit seizoen kwam in 1982 Anton Mulders weer terug op de positie van hoofdcoach.
In zijn eerste seizoen terug als hoofdcoach, 1982-1983 werd PKC zowel in de zaal als op het veld middenmoter. In de zaal werd het 4e en op het veld ook 4e. Seizoen 1983-1984 werd een seizoen met meer succes, ook op persoonlijk niveau. In de zaal werd de ploeg gedeeld tweede in de Hoofdklasse B en miste het op 1 punt na de zaalfinale. De ploeg zat in de lift en schuurde tegen de landelijke top aan. Op het veld ging het echter stukken beter en stond de ploeg uiteindelijk na 18 wedstrijden met 29 punten. Voor de 5e keer in de clubhistorie was PKC de Nederlandse veldkampioen. Daarnaast werd Euser in 1984 verkozen tot Korfbalster van het Jaar.
In seizoen 1984-1985 lukte het PKC om in de zaal 1e te worden in de Hoofdklasse A. De ploeg verzamelde 21 punten en bleef zo 3 punten voor op LDO. Voor de tweede keer in de clubgeschiedenis stond PKC in de zaalfinale. In de finale trof PKC het Amsterdamse ROHDA. PKC won deze wedstrijd met 18-14 en zette hiermee een zaalfinalerecord. Nog niet eerder was er in de finale meer dan 15 maal per team gescoord. Het was ook de eerste zaaltitel in de clubhistorie van PKC. Het lukte echter niet om in dit seizoen de dubbel te pakken, want op het veld werd PKC net tweede, op 3 punten achterstand van Fortuna. Iets later speelde PKC de Europacup in de zaal. Dit was de eerste keer dat deze internationale wedstrijd in de zaal werd gespeeld. PKC won deze wedstrijd van het Belgische Sikopi.
Seizoen 1985-1986 was het laatste seizoen voor Euser in de hoofdmacht van PKC. Eerst eindigde PKC in zaal net 2e in de Hoofdklasse A met maar 1 punt verschil met DKOD, waardoor het de zaalfinale net misliep. Op het veld werd het, net als het seizoen ervoor, tweede achter Fortuna. Er werd dus geen titel binnen gehaald, maar Euser werd wel voor de tweede keer in haar carrière onderscheiden met de prijs van Beste Korfbalster van het Jaar.
Euser sloot een carrière van 12 jaar in de hoofdmacht van PKC af.

## Erelijst
- Nederlands kampioen zaalkorfbal, 1x (1985)
- Nederlands kampioen veldkorfbal, 5x (1977, 1979, 1980, 1981, 1984)
- Europacup kampioen veldkorfbal, 4x (1979, 1980, 1981, 1985)
- Europacup kampioen zaalkorfbal, 1x (1985)
- Korfbalster van het Jaar, 2x (1984, 1986)

## Oranje
Euser speelde 3 officiële interlands met het Nederlands korfbalteam.